# Die Befreiung der Schweiz und die Sage vom Wilhelm Tell
Die Befreiung der Schweiz und die Sage vom Wilhelm Tell ist ein deutscher Stummfilm aus dem Jahre 1913 von Friedrich Fehér, der auch den Landvogt Gessler verkörperte.

## Handlung
Der Film enthält die zentralen Ingredienzien von Friedrich Schillers Wilhelm-Tell-Drama: die brutalen Steuereintreiber im Namen des Kaisers und die Unterdrückung der Eidgenossen durch die Landvögte, die Folterung Heinrich von Melchthals und die Verfolgung seines Sohnes Arnold, die Ermordung von Werner Stauffachers Frau Gertraud, die persönliche Fehde zwischen Gessler und Tell mit dem legendären Apfelschuss als inszenatorischem Höhepunkt. Schließlich erheben sich die Eidgenossen gegen die kaiserlichen Fremdherrscher, und es kommt zum Aufstand, bei dem Gessler durch den Pfeil aus Tells Armbrust getötet wird. Die Liebesgeschichten aus Schillers gleichnamigem Drama finden in dieser Filmversion keine Berücksichtigung.

## Produktionsnotizen
Wilhelm Tell entstand im Frühling 1913 an Originalschauplätzen in der Schweiz (Zentralschweiz, Vierwaldstättersee, Altdorf, Küssnacht, Flüelen, Schächental). Die Studioaufnahmen wurden in den Mutoskop-Ateliers in Berlin-Lankwitz hergestellt. Der Fünfakter mit einer (für diese Zeit sehr ungewöhnlichen) Spieldauer von rund anderthalb Stunden wurde für die Jugend freigegeben und am 17. September 1913 im U.T. Friedrichstraße uraufgeführt. In der Rubrik „Entscheidungen der Filmprüfstelle in Berlin“ im Deutschen Reichsanzeiger vom 15. September 1923 ist der Film unter dem Titel Die Sage von Wilhelm Tell. Die Befreiung der Schweiz gelistet. Als Filmlänge sind 1835 m angegeben.
Die österreichische Erstaufführung erfolgte am 24. März 1914 in Wien, die Schweizer erst am 8. März 1916 in Basel.
Für die Dreharbeiten wurden vor Ort rund 300 Schweizer Komparsen herangezogen. Die Schweizer Behörden zeigten sich während der Dreharbeiten nicht immer als kooperativ. So verbot die Stadt Luzern die Aufnahme des Rütlischwurs auf selbiger Wiese, da man, wie es hieß, die „Würde der Stätte“ nicht beschädigt sehen wollte.

## Änderungen gegenüber der literarischen Vorlage
Anders als im Schiller-Stück fehlen die Charaktere Attinghausen sowie das Liebespaar Rudenz und Bertha von Bruneck. Dies mag in der Tatsache begründet sein, dass dieser Film auch und in besonderem Maße als Lehrfilm an Schulen eingesetzt werden sollte und man die heranwachsenden Zöglinge mit den erotischen Anteilen des Stücks moralisch nicht „verwirren“ wollte.

## Kritik
In Hervé Dumonts Die Geschichte des Schweizer Films heißt es: „Dieser Wilhelm Tell, den die deutsche Mutuscop mit Unterstützung durch Schweizer Privatkapital durch Organe des Fremdenverkehrs sowie des Urner und Luzerner Transportwesens produziert hat, ist keine der Absicht vaterländischer Verherrlichung entsprungne Unternehmung. (…) Wie schon Kabale und Liebe und Die Räuber, zwei andere an Schiller inspirierte Streifen, die der Reinhardt-Schüler Friedrich Feher im Frühling 1913 für die Mutuscop herstellt, ist auch dieser Wilhelm Tell in erster Hinsicht Schulen zugedacht und muss so den Anforderungen der Lehrerschaft genügen.“